# Thierry Geoffroy

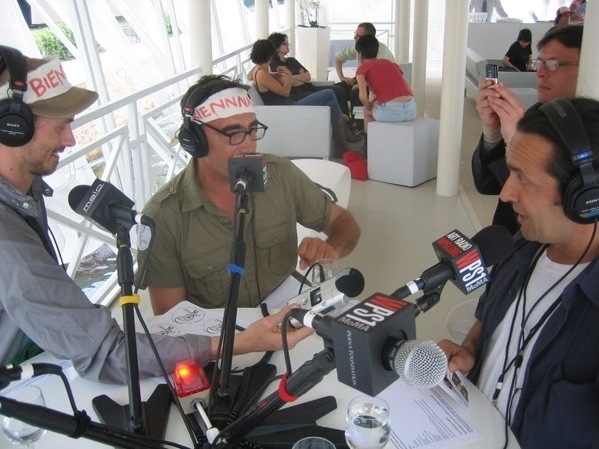
Thierry Geoffroy (Mitte) bei einem Interview (2011)

Thierry Geoffroy (* 1961 in Nancy, Frankreich), auch als Colonel bekannt, ist ein dänisch-französischer Künstler, der in der dänischen Hauptstadt Kopenhagen lebt. Er ist ein Konzeptkünstler, der eine Vielzahl von Medien wie Video und Installationen verwendet, oft in Zusammenarbeit mit anderen Künstlern und der Öffentlichkeit.

## Formatkunst
Geoffroy bezeichnet seine Arbeit als „Formatkunst“, da das Format des Kunstwerks das Kunstwerk ist. Im Jahr 1989 verfasste er ein Manifest über fünf Arten von Wanderausstellungen (Manifeste – Les differents Types de moving Exhibitions). Seitdem hat er an mehreren anderen Formaten gearbeitet, sein bekanntestes ist Emergency Room, das international tourte und im P.S. 1 Contemporary Art Center in New York City gezeigt wurde. Die Formate beziehen im Allgemeinen viele Teilnehmer ein und sind darauf ausgerichtet, die Sozialpsychologie (z. B. Konflikte, Zusammenarbeit) zu untersuchen. Seine Methode ist vom Fernsehprogrammformat inspiriert: Kunstinstitutionen, die ein Kunstformat verwenden wollen, müssen eine Lizenz erwerben und der Verwendung des Originaltitels, des architektonischen Konzepts und der Methoden zustimmen. Eine umfangreiche Dokumentation wird immer mit Video- und Fotomaterial als zentrale Elemente erstellt.

### Emergency Room
Geoffroy entwickelte das Konzept der „Emergency Room“, um Künstlern die Möglichkeit zu geben, schnell auf aktuelle Ereignisse zu reagieren. Die Exponate werden täglich gewechselt. Veranstaltungen der 'Emergency Room' fanden in Kopenhagen, Berlin, New York, Athen, Hanoi, Johannesburg, Neapel und Paris statt (an denen über 500 Künstlerinnen und Künstler teilnahmen).

### Biennalist
Biennalist ist ein weiteres Kunstformat von Thierry Geoffroy / Colonel, das gleichzeitig das aktive Biennale-Konzept und das Management kultureller Veranstaltungen durch Kunstwerke kommentiert. Biennalist nimmt die Thematik der Biennalen und ähnlicher Veranstaltungen wie documenta, Festivals und Konferenzen ernst und hinterfragt die etablierten Strukturen der inszenierten Kunstereignisse, um zu der Debatte beizutragen, die sie erzeugen wollen. Oft wird die Relevanz der Themen der Biennalen vor Ort getestet. Biennalist wurde aktiviert bei der [ Biennale von Istanbul 2007], der Biennale von Venedig 1999, 2001, 2003, 2005, 2007, 2009, 2011, 2013 und 2015, der Biennale von Athen 2007 und 2011, der Biennale von Sydney 2010, der Sarema Biennale 1997, der Biennale von Rotterdam 1990, der U-Turn Quadriennale 2008, der Manifesta 8, 2010, und der [Liverpool Biennale] 2010. Biennalist wurde auch in einer Ausstellung im ZKM Museum Karlsruhe und auf der Akademie der Künste Berlin aktiviert.

### Critical Run
Critical Run ist ein Kunstformat, wie Emergency Room und Biennalist. Die Teilnehmer des Laufs debattieren über „Notfall“themen, z. B. Klimawandel, Fremdenfeindlichkeit, Kriege, Heuchelei und Apathie. Der von Thierry Geoffroy / Colonel organisierte Critical Run wurde auf Einladung von Institutionen wie Moderna Museet in Stockholm, MoMA PS1, [Witte de With Rotterdam], ZKM Karlsruhe, Liverpool Biennale, Sprengel Museum in Hannover und auf der Biennale in Venedig aktiviert. Das Format kann auch spontan aktiviert werden.
Zu den Teilnehmern gehörten schwedische Kunstkritiker, deutsche Polizisten, amerikanische Klimaaktivisten, chinesische Galeristen, brasilianische Studenten und viele andere in über 20 Ländern.

### Awareness Muscle
Das „Awareness Muscle Training“-Format hat zum Ziel, den kollektiven „Bewusstseinsmuskel“ zu trainieren. Es verwendet den Akt des körperlichen Trainings als Metapher für die Schulung des Bewusstseins und des kritischen Denkens. Das Format verwendet Fitnessgeräte als Stimulation. Dieses Format war Gegenstand einer Präsentation in der Blackwood Gallery in Toronto im Jahr 2007[16] und wurde in seiner Gesamtheit im Rahmen der Ausstellung „The Awareness Muscle Training Center“ im Museum Villa Stuck realisiert.  Diese Installation enthälte speziell angepasste Fitnessgeräte. Diese Geräte sind zugleich metaphorisch und poetisch, die sich alle auf ein anderes gewähltes Thema beziehen (zum Beispiel nimmt „die denkende Maschine“ Themen der Lebenszufriedenheit und andere Themen auf, die eine kognitive Bewertung erfordern). Die Maschinen bilden einen Gesamtkreislauf, der die Besucher für ihre eigene Einstellung zu Themen wie Demokratie, Vielfalt, Klimawandel und Umwelt sensibilisieren soll. Diese Maschinen konnten von den Ausstellungsbesuchern in Begleitung eines „Instrukteurs“ benutzt werden, einer für die Ausstellung arbeitenden Person in einem leuchtend bunten rosa/gelben Sportoutfit, die den Besucher von Maschine zu Maschine führt und ihm Fragen stellt, die sich auf das vorgegebene Thema jeder Maschine beziehen. Nicht jede Maschine war an dem Rundgang beteiligt, und zwei Rudermaschinen waren mit einem Spiegel ausgestattet, der das Bild eines ertrinkenden Flüchtlings an den Besucher zurückreflektiert, während sie trainieren. Zu den Maschinen in dem Rundgang gehörten „the papillon/butterfly machine“ und „the_apathy_bike“, die sich auf die Ideen einer kleinen Kraft konzentrieren, die sowohl auf negative als auch auf positive Weise große Veränderungen herbeiführt, und die sich speziell mit den Themen Apathie, Empathie und Aktion befassen.

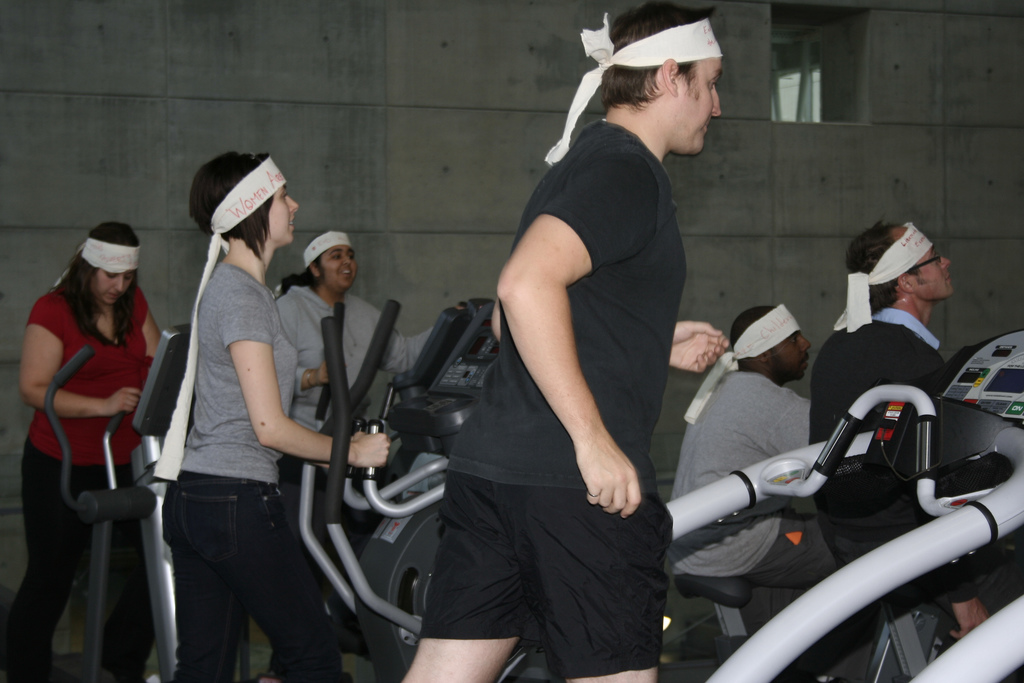
Awareness Muscle Training im Blackwood Gallery, Toronto

## Anderes Werk
Geoffroy hat auch mehrere Produktionen für das dänische Staatsfernsehen DR2 gemacht. Darunter die Programme „Capitain“ (1999), „Immigranten“ (2001), „Fotografieren“ (2002) und „Protest-Unterwäsche“ (2005). Die Auswahl der Medien ist häufig wechselnd und betrifft meist das Zeitgenössische. Zeitungen, Radio, Modeindustrie, Telefone, Internet-Domains, Partys, Musikfestivals, Performance, Myspace und Facebook gehören zu den Elementen der crossmedialen Praxis der Künstler.
Zentral in der Philosophie von Thierry Geoffroy scheint die Sorge zu sein, dass zeitgenössische Künstler die Verpflichtung haben, sich mit aktuellen Themen („Notfälle“) auseinanderzusetzen. Dies zeigt sich insbesondere in seinen Formaten Emergency Room und Awareness Muscle.
Parallel zu den konzeptuellen Formatkunstwerken des Künstlers hat er sich auch mit Themen wie Immigration, Multikulturalismus, Kolonialismus, Tourismus, Heuchelei und der Rolle des Künstlers beschäftigt.

## Manifeste
- Manifeste Moving Exhibition, Katalog, Brandts Klædefabrik, Odense, Denmark, 1989
- Sport Art Manifeste, Katalog, Brandts Klædefabrik, Odense, Denmark, 1991
- Sport Art Manifeste, Bildtidningen (S), 1991
- Colour Manifeste, Zoom, (F), März 1991
- Le conclusionisme, L'Alliance (BKK), 1992

## Veröffentlichungen
- 2010, „Emergency Room Dictionary“, Revolver, ISBN 978-3-86895-093-9, The Royal Danish Academy of Fine Arts
- 2002, „Avoir l' air“, Forlaget Nifca, text by Rune Gade and Line Rosenvinge, Helsinki The Nordic Institute for Contemporary Art 2002
- 1997, „Tourists in Thailand“, Rhodos Forlag
- 1996, „Strategies d´existence“, ISBN 978-87-7245-694-2, Rhodos Publishing
- 1995, Kulturministeriets Fotografiske Bogpris

## Auszeichnungen
- 2003: „Chevalier des Arts et des Lettres“[22] (niedrigste Stufe des Ordre des Arts et des Lettres)
- 2002: 3 years working grant from The National Arts Council
- 1995: Kulturministeriets Fotografiske Bogpris

## Einzelausstellungen
- 2020: „The Awareness Muscle Training Center“, Villa Stuck, München[23]
- 2013–2014: „In advance of the broken arm ?“ Gallery Marianne Fries, Kopenhagen
- 2011: Art Format: Emergency Room Polen, guest: Emergency Artists
- 2011: Art Format: Emergency Room Vietnam, University of fine arts, guest: Emergency Artists
- 2009: „Artistes de Garde“, Galerie Poulsen, Kopenhagen, guest: the Yes Men and Emergency Artists
- 2009: Art Format: Emergency Room Hanoi, University of fine arts with Emergency Artists
- 2009: PAN / NAPOLI format „Emergency Room Napoli“
- 2008: Art Format Emergency Room / Paris, Galerie Taiss
- 2008: Fotografisk center / Kopenhagen „Gymnastic Mediatic“
- 2007: MoMA PS1, New York City „Emergency Room“ with emergency artists
- 2007: „Biennalist“,  Biennale Venedig
- 2007: „A Great Painter“, Gallery Asbaek, Kopenhagen
- 2007: Blackwood Gallery, Toronto, kuratiert von Seamus Kealy
- 2007: Gallery Ileana Tounta, with emergency artist
- 2006: „Emergency Room the Berlin test“, Galerie Olaf Stüber, Berlin, with emergency artists
- 2006: Kunsthallen Nikolaj / Denmark, „Emergency Room“ with Frank Franzen and with emergency artists
- 2006: Ovegaden / Institute for contemporary art, „Biocolonialism“, mit Khaled Ramadan
- 2005: „Isolation“, IKM Museum, Oslo, Norway
- 2004: „The curator lifting competition“ Nikolaj art center (DK), von den Biennale Venedig
- 2004: „A pair of Genes“, Städtische Galerie Ravensburg (DE)
- 2004: „Avoir l’air“, Fries Museum, Leeuwarden, NL
- 2004: „And Finally“ Deveron Arts, Huntly, Aberdeenshire, Scotland
- 2004: „Colonel peintre de la justice“, The Showroom FDK /DK
- 2003: Galerie Olaf Stüber, Berlin, June 2003
- 2003: Berlin, Haus der Kulturen der Welt (DE)
- 2003: Helsingør Biblioteker, „The ultra fast exhibition“ (DK)
- 2002: Sprengel Museum, Hannover (DE)[24]
- 2001: Artspace Rhizom (DK)
- 2000: Fotografisk Center (DK)
- 2000: Det Nationale Fotomuseum (DK)
- 1999: Nikolaj Udstillingscenter (DK)
- 1999: Schloss Frederiksborg (DK)
- 1999: Traneudstilling Gentofte Hovebibliotek (DK)
- 1997: Saaremaa Biennale, „Invasion“, Estland
- 1996: Moderna Museet, Stockholm
- 1996: Galerie Brotfabrik, Berlin
- 1996: Færgen Kronborg (DK)
- 1996: Galleri Billedhuset, (DK)
- 1995: Fotofeis, Schottland
- 1995: Fotografisk Galleri (DK)
- 1994: Galleri Billedhuset (DK)
- 1994: Galerie Pascal Lesnes, Paris
- 1993: Fotografisk Galleri (DK)
- 1993: Kunstakademiets Bibliotek (DK)
- 1990: Galleri Billedhuset (DK)